# 草酸
草酸（英語：Oxalic acid），也称酢浆草酸，IUPAC系統名為乙二酸，化學式為H
2C
2O
4。它是最简单的二羧酸。它是一种白色结晶固体，溶于水中形成无色溶液。它的名字来源于早期研究人员从酢浆草属的开花植物中分离，通常为酢浆草。它天然存在于许多食物中，但过量摄入草酸或长时间皮肤接触可能是危险的。
草酸的酸性比乙酸强得多，同时它是一种还原剂。其共軛鹼稱為草酸盐（C
2O2−
4)，是一种金属阳离子的螯合剂。草酸一般以二水合物（C
2H
2O
4 · 2H2O）的形式存在。

## 製備
草酸主要是在五氧化二钒的存在下，用硝酸或空气将碳水化合物或葡萄糖氧化制得。可以使用多种前体，包括乙醇酸和乙二醇。一种较新的方法需要对醇进行氧化羰基化以产生草酸二酯：
这些草酸二酯随后水解成草酸。每年大约生产120000吨。
历史上，草酸仅通过对木糠使用苛性碱（如氢氧化钠或氢氧化钾），然后用无机酸（例如硫酸）酸化草酸盐来获得。草酸也可以通过在碱性催化剂存在下加热甲酸钠形成。

### 实验室方法
虽然很容易买到，但可以在实验室中通过在少量五氧化二钒作为催化剂存在下使用硝酸氧化蔗糖来制备草酸。
水合固体可通过加热或共沸蒸馏脱水。
在荷兰开发的一种铜络合物的电催化作用有助于将二氧化碳还原成草酸，这种转化以二氧化碳为原料生成草酸。

## 结构

### 无水物
无水草酸有两种多形体；其中一种的氢键形成了链状结构，而另一种形式的氢键模式则确定了片状结构。由于无水材料既是酸性又是亲水性的（寻求水），因此可用于酯化反应。

### 二水合物
二水合物（H
2C
2O
4.2H
2O）具有空间群C52h–P21/n，晶格参数a = 611.9 pm, b = 360.7 pm，c = 1205.7 pm，β = 106°19'，Z = 2。主要的原子间距离是：C−C 153 pm，C−O1 129 pm，C−O2 119 pm。
理论研究表明，二水合草酸是极少数表现出负面积压缩性的结晶物质之一。即当受到各向同性拉伸应力（负压）时，a和c的晶格参数随着应力的降低而增加，分别从-1.17GPa到-0.12GPa和从-1.17GPa到-0.51GPa。

## 化学性质

### 酸碱性
文献中草酸的pKa值在1.25–1.46和3.81–4.40之间变化。
2019年发布的第100版CRC的值为1.25和3.81。
与其他羧酸相比，草酸相对强：
| C2O4H2 ⇌ C2O4H− + H+   |  | pKa = 1.27 |
| C2O4H− ⇌ C 2O2− 4 + H+ |  | pKa = 4.27 |

草酸会发生许多其他羧酸所特有的反应。它会形成酯类，如草酸二甲酯（熔点52.5-53.5°C）它会形成一种称为草酰氯的酸性氯化物。

### 配位性
过渡金属离子草酸盐配合物很多，例如药物奥沙利铂。草酸已被证明可以减少锰矿石中的二氧化锰（MnO
2），以便用硫酸浸出。
草酸是镧系元素化学中的重要试剂。水合镧系元素草酸盐在强酸性溶液中很容易形成致密结晶、易于过滤的形式，基本上不受非镧系元素的污染：
2 Ln3+  +  3 C2O4H2  →  Ln2(C2O4)3  +  6 H+
这些草酸盐的热分解会产生对应氧化物，也是这些元素最常见的市售形式。

### 其他
草酸和草酸盐可以在自催化反应中被高锰酸盐氧化。
草酸蒸气在125–175°C时分解成二氧化碳（CO
2）和甲酸（HCOOH）。使用237–313nm紫外光进行光解也会产生一氧化碳（CO）和水。
以2:1的摩尔比蒸发尿素和草酸的溶液会产生一种固体结晶化合物H
2C
2O
4.[CO(NH
2)
2]
2，由中性分子的二维网络堆叠组成，通过与氧原子的氢键结合在一起。

## 产生

### 生物合成
酶介导的草酸盐形成至少存在两种途径。在一个途径中，草酰乙酸作为柠檬酸循环的一种成分, 被草酰乙酸酶水解成草酸鹽和乙酸:
它也来自乙二醇代谢产生的乙醇酸脱氢。

### 存在于食物和植物中

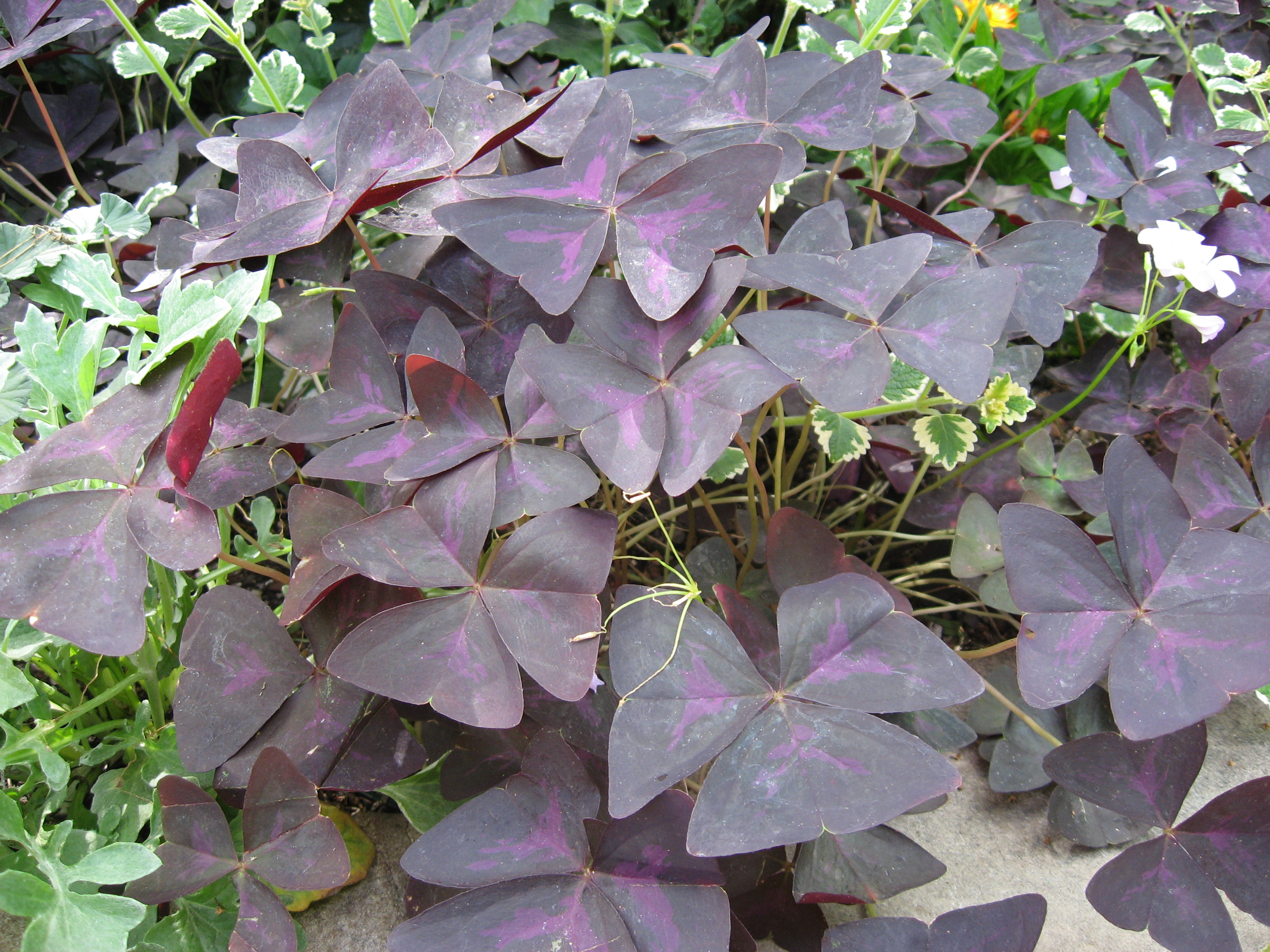
三角紫叶酢浆草的茎中含有草酸。

早期的研究人员从酢浆草（Oxalis）中分离出草酸。菠菜科和芸薹属植物（卷心菜、西兰花、球芽甘蓝等），以及酢浆草科和伞形科植物（如欧芹）的草酸盐含量很高。藜属和苋科相关属的所有物种的叶子和茎都含有高水平的草酸，其中包括藜麦。大黄叶含约0.5%的草酸，天南星（Arisaema triphyllum）含有草酸钙晶体。同样，五叶地锦是一种常见的装饰性藤本植物，在其浆果中会产生草酸，并在树液中以针晶的形式产生草酸晶体。细菌通过碳水化合物的氧化产生草酸盐。
窗玉属植物会产生由结晶草酸制成的光导纤维，用于将光传输到地下光合作用场所。
杨桃也含有草酸和杨桃毒素。柑橘汁含有少量的草酸。有机农业生产的柑橘类水果比传统农业生产的水果含有较少的草酸。
在某些石灰石和大理石雕像和纪念碑上形成的天然草酸钙斑，被认为是由碳酸盐石头与地衣或其他微生物分泌的草酸发生化学反应造成的。

### 真菌生产
许多土壤真菌物种分泌草酸，会导致金属阳离子的溶解度更大，某些土壤养分的可用性增加，并可能导致草酸钙晶体的形成。一些真菌如黑曲霉已被广泛研究用于草酸的工业生产；但这些工艺在经济上与石油和天然气生产相比还没有竞争力。

## 生物化学
草酸的共轭碱是草酸氢根阴离子，其共轭碱（草酸盐）是乳酸脱氢酶（LDH）的竞争性抑制剂。LDH催化丙酮酸转化为乳酸（发酵（厌氧）过程的最终产品），同时将辅酶NADH氧化为NAD+和H+。恢复NAD+水平对继续通过糖酵解进行无氧能量代谢至关重要。由于癌细胞优先使用无氧代谢（见瓦氏效應），抑制LDH已被证明可以抑制肿瘤的形成和生长，因此是癌症治疗的一个有趣的潜在过程。
草酸在病原真菌和植物之间的互动中起着关键作用。少量的草酸可以增强植物对真菌的抵抗力，但较高的草酸会导致植物广泛的程序性细胞死亡并有助于真菌感染。植物通常会产生少量的草酸，但一些病原真菌，如核盘菌（Sclerotinia sclerotiorum）会造成有毒的积累。
草酸盐除了被生物合成外，也可以被生物降解。产甲酸草酸杆菌（Oxalobacter formigenes）是一种重要的肠道细菌，可以帮助动物（包括人类）降解草酸盐。

## 用途
草酸的主要应用包括清洁或漂白，尤其是除锈（铁的络合剂）。它在除锈剂中的用途是由于它与铁离子形成稳定的水溶性盐，即三草酸合铁离子。草酸是一些牙齿美白产品的成分。生产的草酸中约有25%将用作染色过程中的媒染剂。它还用于纸浆用木材的漂白剂，铁锈污染消除剂，发酵粉和作为硅分析仪器的第三种试剂。
一些蜂农使用草酸作为杀螨剂来对付寄生的瓦螨。

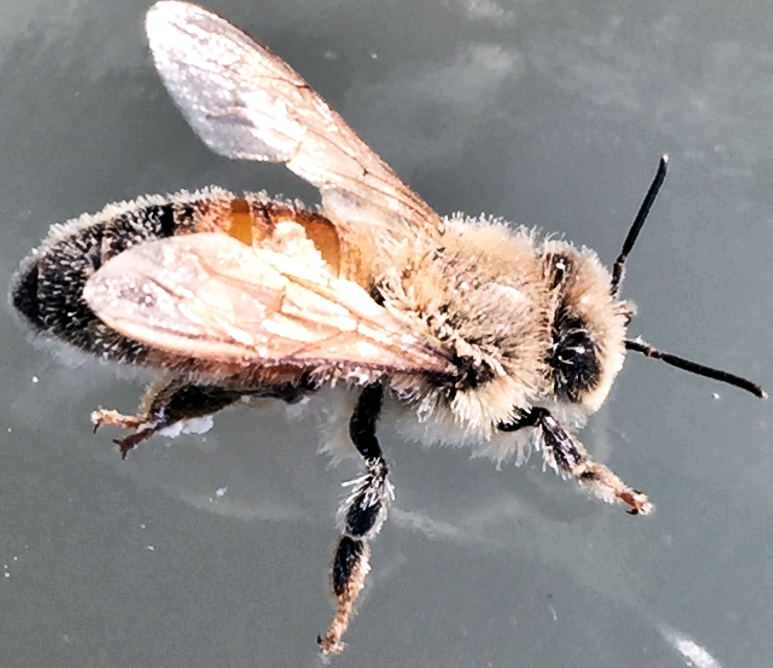
涂有草酸盐晶体的蜜蜂。

草酸稀溶液（0.05–0.15M）可用于从粘土（如高岭石）中去除铁，以生产浅色陶瓷器。
草酸可用于清洁矿物。
草酸有时被用于铝阳极氧化工艺中，可以使用或不使用硫酸。与硫酸阳极氧化相比，获得的涂层更薄，表面粗糙度更低。

### 半导体产业
草酸也用于电子和半导体工业。据报道，2006年它被用于半导体器件制造过程中铜层的化学机械平坦化。

## 毒性
草酸的LD50約為375mg/kg（以大鼠計），口服的LDLo約為600mg/kg。草酸的毒性是由于固体草酸钙沉淀引起的肾功能衰竭。
已知草酸盐会导致线粒体功能障碍。
摄入乙二醇会代谢出草酸，也可导致急性肾功能衰竭。
76%的肾结石由草酸钙组成。草酸可通过在关节中形成沉淀物而引起关节疼痛。氢氧化钙可降低人和大鼠的尿草酸。